# 鬼頭里枝
鬼頭 里枝（きとう りえ、1981年12月4日 - ）は、静岡県で活動するフリーアナウンサー。

## 来歴・人物
静岡県浜松市中央区出身。身長163cm、血液型はA型。愛称はキトちゃん。きょうだいは兄がいる。
小学生時代、クラブは5年生から放送部。この部活での活動で「自分で取材した情報をみんなに届けるのは面白い」と思ったことや、大好きな箱根駅伝に関わりたいと思ったことがアナウンサーを目指すようになったきっかけだという。
子供の頃は中山美穂のファンだったという。子供の頃からラジオ好きで、地元・静岡放送（SBS）のラジオの音楽番組で家族への誕生日メッセージを読まれて花をプレゼントされたことがあり、10代の頃には同じSBSラジオの番組『デンジャラスのラジカルモンスター』で何回か自分のはがきを読まれたことがある。
浜松市立富塚中学校、静岡県立浜松西高等学校、成城大学文芸学部卒業。学生時代にオーストラリアへ2−3か月間の留学経験がある。また、大学時代には日テレイベントコンパニオンを務めており、番組アシスタントを務めて放送界のノウハウを学ぶ。その後テレビ朝日アスクに通っていた。大学ではヨーロッパ文化学科に所属していたが、4年生時の就職活動が不調に終わったことから希望留年（卒業延長）し、大学に5年在籍した。
2003年の浜松まつりイメージガール ミス浜松まつりの1人に選ばれる。
2005年に鹿児島讀賣テレビ（KYT）に入社。同期は迫田江理、高橋友希。2007年3月にKYTを退社し、中途採用試験を経て同年4月から出身地の地元局である静岡放送（SBS）に契約アナウンサーとして移籍した。同期は高知放送（RKC）から移籍した高塚奈央子。
祖父は台湾人。親戚に声優の日比野朱里がいる（鬼頭は日比野の従姪））。
2010年1月24日には、浜名湖ボートレース場で開催された新鋭王座決定戦のラジオ中継（文化放送をキー局に全国ネット）に、ゲストパーソナリティとして出演した。
2010年3月31日をもってSBSを契約終了のため、退社。その後もフリーアナウンサーとして、引き続き『テキトーナイト!!』などの静岡放送の番組を中心に活動している。
2011年6月12日には、東日本大震災で被災した人々を励ますイベント『ふじのくにゴーゴー!キャンペーン』のPRのため、TBSラジオ『爆笑問題の日曜サンデー』に生出演した。
参議院議員通常選挙の投票率アップを図ろうと、静岡県選挙管理委員会は2013年7月3日、田中宏枝（元テレビ静岡）、三ツ木麻喜（元静岡朝日テレビ）、青柳愛（元静岡第一テレビ）を含むフリーアナウンサー4人で、しずおか参院選つなぎ隊を結成した。
2019年、「第56回ギャラクシー賞」ラジオ部門DJパーソナリティ賞受賞。
2022年12月18日、ヨエロスン尋企画・上矢えり奈と山田門努とのコラボ、「MOTOO!」の音楽サブスクリプション配信にて歌手活動開始。
『テキトーナイト!!』番組終了した現在もキトナイトを鬼頭里枝 (@riekitou) - Instagramでインスタライブ、キトナイト - YouTubeチャンネルで定期的に同時配信している。
2023年9月17日に出産したことを9月22日にX(Twitter)上で公表した。出産直前の9月15日まで仕事をこなし、出産までの経緯や子どもの性別は未公表であるが、名前が「蓮」であることは公開している。11月21日「ヒデとキトーのFooTALK!」から復帰。
2023年10月、浜松市やらまいか大使を委嘱される。

## 出演番組

### 現在
特記なきものは以前所属していた静岡放送の番組。

#### テレビ
- Soleいいね! - 中継（2009年4月 - ）、リポーター（2010年10月 - ）
- Jリーグ中継清水エスパルス - リポーター（2012年4月 - 、スカパー!）
- 静岡発そこ知り（不定期）

#### ラジオ
- 東京箱根間往復大学駅伝競走実況中継 - 中継所実況（2013年 - 、文化放送）
- 「静岡サッカー熱血応援番組 ヒデとキトーのFooTALK!」（2022年3月29日 - 、ペナルティのヒデと共演）※2023年9月26日から出産のため代理パーソナリティーが出演。11月21日放送から復帰。

### 過去

#### フリー転向後
テレビ
- ちょっとブレイク開運こづち - リポーター（2010年4月 - 2010年9月）
- しずおか情報ナビ 週刊ふじのくに - パーソナリティー（2010年11月 - 2012年3月）
- アットエス シネマ情報（2011年4月 - 2013年3月）
- ビデオ広報はままつ はままつ情報トレジャー（2012年6月 - 2013年5月、浜松ケーブルテレビ）
- ビデオ広報はままつ リサーチ!はままつ（2016年6月 - 2017年5月、浜松ケーブルテレビ）
- 桃色つるべ～お次の方どうぞ～（2019年8月30日、関西テレビ<関西ローカル>、同年10月16日にテレビ静岡でも放送）
- ORANGE（2021年3月31日 - 2022年4月1日）

ラジオ
- 志村なるみのABCコンシェルジュ（月1回、2011年7月 - 2014年3月）
- RY's・RIOの始まりの日曜日（2017年1月 - 2019年3月）
- RiOの踊る♪ウィークエンド（2019年4月 - 2020年12月）
- テキトーナイト!! - メインパーソナリティー（2009年4月 - 2022年3月26日）
- 野菜をMOTTO presents CHAT×CHAT（2022年10月4日 -　2023年9月26日）※最終回は出産のため、スタジオは重長智子が代理で進行した。鬼頭のコメントあり。
- 野菜をMOTTO presents ○○のある生活（2023年4月 - 2024年3月、TOKYO FM・K-MIX・AuDee配信、ふかわりょうと共演）

#### 静岡放送在籍時
テレビ
- とく報!4時ら - 金曜司会、リポーター（2007年10月 - 2009年3月）
- SBSイブニングeye - 金曜中継（2009年10月 - 2010年3月）
- スポーツ中継 - リポーター

ラジオ
- 夕焼けワイド - 金曜準レギュラー（2007年4月 - 2007年9月）
- Saturday Night Program よるらじ - メインパーソナリティー（2008年10月 - 2009年4月）
- アナらじ（2009年4月 - 2010年3月）
- オビデ、テキトーナイト!! - メインパーソナリティー（2009年10月 - 2010年3月）

#### 鹿児島讀賣テレビ在籍時
- KYT Newsリアルタイム - 天気キャスター

## 出演CM
- サントリーウエルネス　快眠セサミン　インフォマーシャル
- マックスバリュ東海　- 火水曜市
- 常盤木羊羹店總本店 - 鶴吉羊羹（2016年 - ）[15]
- アフターホーム（2018年 - ）[16]
- 東海ペイント（2018年 - ）[17]
- (株)シフト（シフティーン）（2024年）

## 受賞歴
- 2019年度
  - 第56回ギャラクシー賞 ラジオ部門 DJパーソナリティ賞
  - 受賞後、「Soleいいね!」(金曜日)の中継では、5月から6月28日まで『日本一のラジオパーソナリティー』と最初にテロップ表記された。